# Dedni Dol
Dedni Dol – wieś w Słowenii, w gminie Ivančna Gorica. W 2018 roku liczyła 153 mieszkańców.